# Ла-Потрі-о-Перш
Ла-Потрі́-о-Перш (фр. La Poterie-au-Perche) — колишній муніципалітет у Франції, у регіоні Нормандія, департамент Орн. Населення — 166 осіб (2011).
Муніципалітет був розташований на відстані близько 125 км на захід від Парижа, 105 км на південний схід від Кана, 55 км на північний схід від Алансона.

## Історія
До 2015 року муніципалітет перебував у складі регіону Нижня Нормандія. Від 1 січня 2016 року належав до нового об'єднаного регіону Нормандія.
1 січня 2016 року Ла-Потрі-о-Перш, Отей, Бівільє, Брезолетт, Бюбертре, Шам, Ліньєроль, Препотен, Рандонне i Турувр було об'єднано в новий муніципалітет Турувр-о-Перш.

## Демографія
Динаміка населення (INSEE ):
Розподіл населення за віком та статтю (2006):
| Стать | Всього | До 15 років | 15-24 | 25-44 | 45-64 | 65-85 | Понад 85 |
| --- | ------ | ----------- | ----- | ----- | ----- | ----- | -------- |
| Чоловіки | 80     | 16          | 8     | 12    | 20    | 24    | 0        |
| Жінки | 80     | 28          | 0     | 12    | 20    | 20    | 0        |
| \| Статево-вікова піраміда \| Статево-вікова піраміда \| Статево-вікова піраміда \| \| ----------------------- \| ----------------------- \| ----------------------- \| \| Чоловіки \| Вік \| Жінки \| \| 0 \| 85 + \| 0 \| \| 8 \| 80-84 \| 4 \| \| 4 \| 75-79 \| 4 \| \| 0 \| 70-74 \| 8 \| \| 12 \| 65-69 \| 4 \| \| 0 \| 60-64 \| 4 \| \| 4 \| 55-59 \| 0 \| \| 0 \| 50-54 \| 4 \| \| 16 \| 45-49 \| 12 \| \| 0 \| 40-44 \| 0 \| \| 0 \| 35-39 \| 4 \| \| 4 \| 30-34 \| 4 \| \| 8 \| 25-29 \| 4 \| \| 0 \| 20-24 \| 0 \| \| 8 \| 15-20 \| 0 \| \| 0 \| 10-14 \| 24 \| \| 8 \| 5-9 \| 4 \| \| 8 \| 0-4 \| 0 \| |        |             |       |       |       |       |          |
| Статево-вікова піраміда |        |             |       |       |       |       |          |
| Чоловіки | Вік    | Жінки       |       |       |       |       |          |
| 0 | 85 +   | 0           |       |       |       |       |          |
| 8 | 80-84  | 4           |       |       |       |       |          |
| 4 | 75-79  | 4           |       |       |       |       |          |
| 0 | 70-74  | 8           |       |       |       |       |          |
| 12 | 65-69  | 4           |       |       |       |       |          |
| 0 | 60-64  | 4           |       |       |       |       |          |
| 4 | 55-59  | 0           |       |       |       |       |          |
| 0 | 50-54  | 4           |       |       |       |       |          |
| 16 | 45-49  | 12          |       |       |       |       |          |
| 0 | 40-44  | 0           |       |       |       |       |          |
| 0 | 35-39  | 4           |       |       |       |       |          |
| 4 | 30-34  | 4           |       |       |       |       |          |
| 8 | 25-29  | 4           |       |       |       |       |          |
| 0 | 20-24  | 0           |       |       |       |       |          |
| 8 | 15-20  | 0           |       |       |       |       |          |
| 0 | 10-14  | 24          |       |       |       |       |          |
| 8 | 5-9    | 4           |       |       |       |       |          |
| 8 | 0-4    | 0           |       |       |       |       |          |

## Економіка
2010 року серед 92 осіб працездатного віку (15—64 років) 64 були активними, 28 — неактивними (показник активності 69,6%, у 1999 році було 61,8%). З 64 активних мешканців працювали 54 особи (28 чоловіків та 26 жінок), безробітними було 10 (4 чоловіки та 6 жінок). Серед 28 неактивних 11 осіб було учнями чи студентами, 10 — пенсіонерами, 7 були неактивними з інших причин.

У 2010 році в муніципалітеті числилось 63 оподатковані домогосподарства, у яких проживали 170,0 особи, медіана доходів виносила 16 709 євро на одного особоспоживача